# Vereinigte Mulde Eilenburg – Bad Düben
Das Naturschutzgebiet Vereinigte Mulde Eilenburg – Bad Düben liegt auf dem Gebiet der Städte Bad Düben und Eilenburg sowie der Gemeinden Doberschütz, Laußig und Zschepplin im Landkreis Nordsachsen in Sachsen. Das etwa 1453 ha große Gebiet mit der NSG-Nr. L 59 wurde im Jahr 1997 unter Naturschutz gestellt. Es liegt südlich der Kernstadt Bad Düben und nördlich der Kernstadt Eilenburg entlang der Mulde. Westlich verläuft die B 107, nördlich die B 183, östlich die S 11 und südlich die B 87. Die Landesgrenze zu Sachsen-Anhalt verläuft nördlich.